# Tabernaemontana pauli
Tabernaemontana pauli är en oleanderväxtart som först beskrevs av Leeuwenb., och fick sitt nu gällande namn av A.O.Simões och M.E.Endress. Tabernaemontana pauli ingår i släktet Tabernaemontana och familjen oleanderväxter. Inga underarter finns listade i Catalogue of Life.